# Вігна промениста

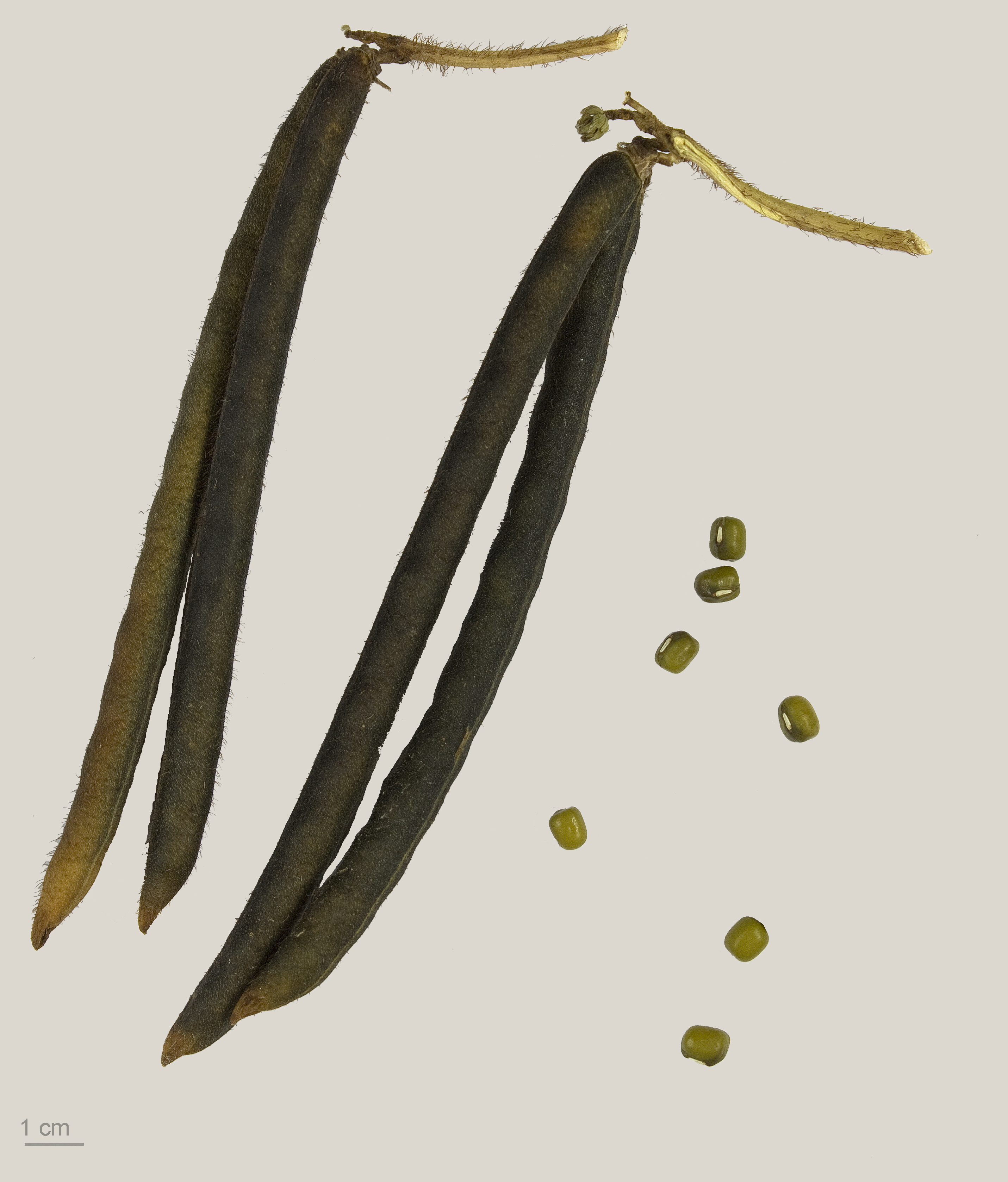
Vigna radiata — Тулузький музей

Вігна промениста, маш звичайний (Vigna radiata (L.) R.Wilczek), інколи боби мунґ, мунґ-дгал, маш, золотиста квасоля — зернобобова культура, що широко вирощується в Південній Азії, зокрема в Індії, Бангладеш і Пакистані. Боби маленькі, зелені, овальної форми. Термін мунг походить з мови гінді.

## Біологічні характеристики
Однорічна рослина. Стебло прямостійне, ребристе, заввишки 1,5 м, міцне, жорстке, волосисте. Самозапилювана рослина. Квіти жовті чи лимонно-жовті.
Плід — довгий вузький біб, циліндричної форми, опушений, вузький і довгий.
Насіння — дрібні жовті чи зелені, інколи в цяточку зерна.
Збирають боби, коли вони стають щільними і з хрускотом ламаються. Маш — культура тропічного й субтропічного клімату, тож потребує високої температури повітря. В основному вирощують маш у країнах Південно-східної Азії, а також у південних сухих районах Європи, США.

## Значення та використання

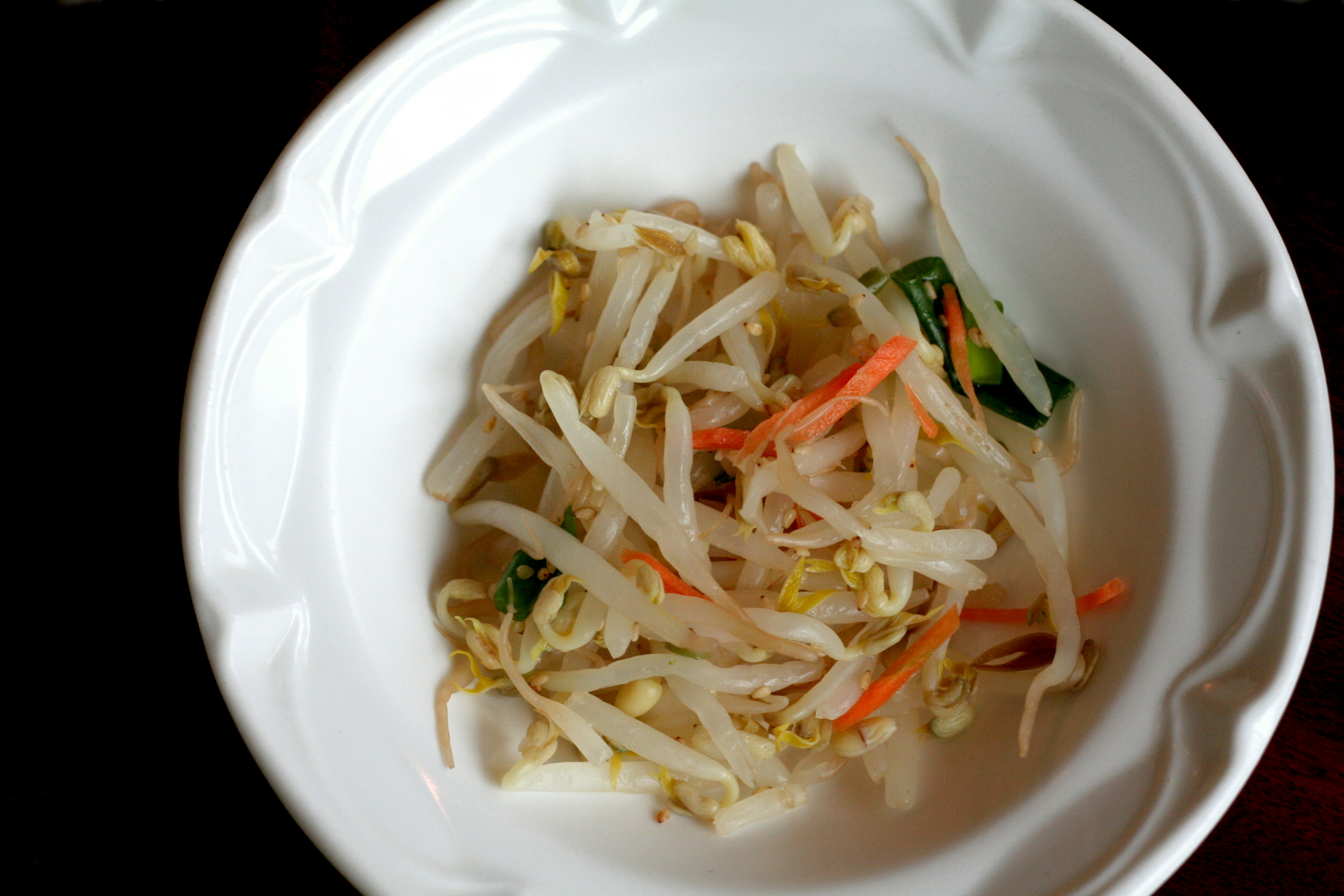
Страва з паростків вігни

Боби машу містять цінну дієтичну клітковину, вітаміни групи В, мінерали (калій, кальцій, натрій, магній, залізо, фосфор), близько 24 % білка. Особливо поширені серед вегетаріанців і прихильників здорового харчування.
Маш широко використовують у корейській, китайській, японській, індійській, тайській та в'єтнамській кухнях, його їдять цілим і подрібненим, а також пророщують. Машхурда — суп із машу і рису, є однією зі страв узбецької кухні.
В Азії з крохмалю бобів мунг роблять прозору локшину і вживають для желювання.
Сирий пророслий маш дещо нагадує зелений горошок, варений має м'який трав'яний смак з ніжним горіховим ароматом. Індійські йоги зерна машу відносять до легкої їжі, корисної для людей розумової праці і тих, хто медитує.
| Енергетична цінність | 347 ккал |
| Вода                 | 9.05 g   |
| Вуглеводи            | 46.32 g  |
| Харчові волокна      | 16.3 g   |
| Жири                 | 1.15 g   |
| Білки                | 23.86 g  |
| Зола                 | 3.32 g   |